# Jürg Lienhard
Jürg Lienhard (ur. 13 stycznia 1952 roku w Herisau) – szwajcarski kierowca wyścigowy.

## Kariera
Lienhard rozpoczął karierę w międzynarodowych wyścigach samochodowych w 1979 roku od startów w Niemieckiej Formule 3 oraz Europejskiej Formule 3. Z dorobkiem dwóch punktów uplasował się w edycji europejskiej na 25 pozycji w klasyfikacji generalnej. W edycji niemieckiej nigdy nie zdołał dojechać do mety. W późniejszych latach pojawiał się także w stawce Francuskiej Formuły 3 oraz Grand Prix Monza.
W Europejskiej Formule 2 Szwajcar startował w latach 1980-1981 ze szwajcarską ekipą Lista Racing Team w bolidzie March. Nigdy jednak nie zdobywał punktów. Został sklasyfikowany odpowiednio na osiemnastej i 36 pozycji w końcowej klasyfikacji kierowców.